# Heliotroop (instrument)

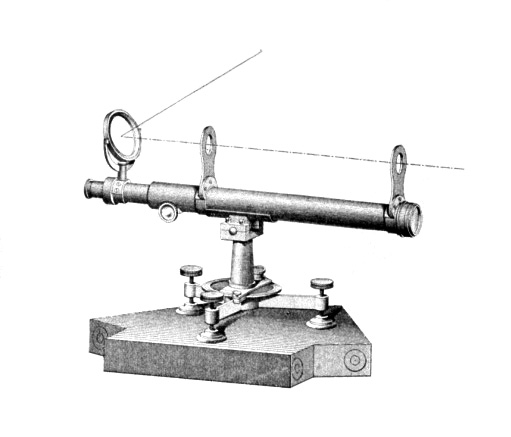
Wurdemanns heliotroop

De heliotroop is een instrument dat gebruikmaakt van een spiegel om het zonlicht over grote afstanden te reflecteren om zo de posities van de richtpunten voor een landmeetkundige meting te markeren. De heliotroop is uitgevonden door de Duitse wiskundige Carl Friedrich Gauss.
Het woord "heliotroop" is samengesteld uit de Oudgriekse woorden helios (ἥλιος), dat "zon" betekent, en tropos (τροπή), dat "draai" betekent. Het is een passende naam voor een instrument dat kan worden gedraaid om de zon in de richting van een bepaald punt te reflecteren.

## Voetnoten
1. ↑  (en)  The Heliotrope, a New Instrument, Gentleman's Magazine and Historical Review, p. 358. Gearchiveerd op 24 juli 2023.